# موردل
مُوْرِدِل، روستایی از توابع بخش دوآب صمصامی شهرستان کوهرنگ در استان چهارمحال و بختیاری  است.

## جمعیت
این روستا در دهستان شهریاری قرار دارد و براساس سرشماری مرکز آمار ایران در سال ۱۳۸۵، جمعیت آن ۷۱ نفر (۱۹خانوار) بوده‌است.